# Édouard Blau

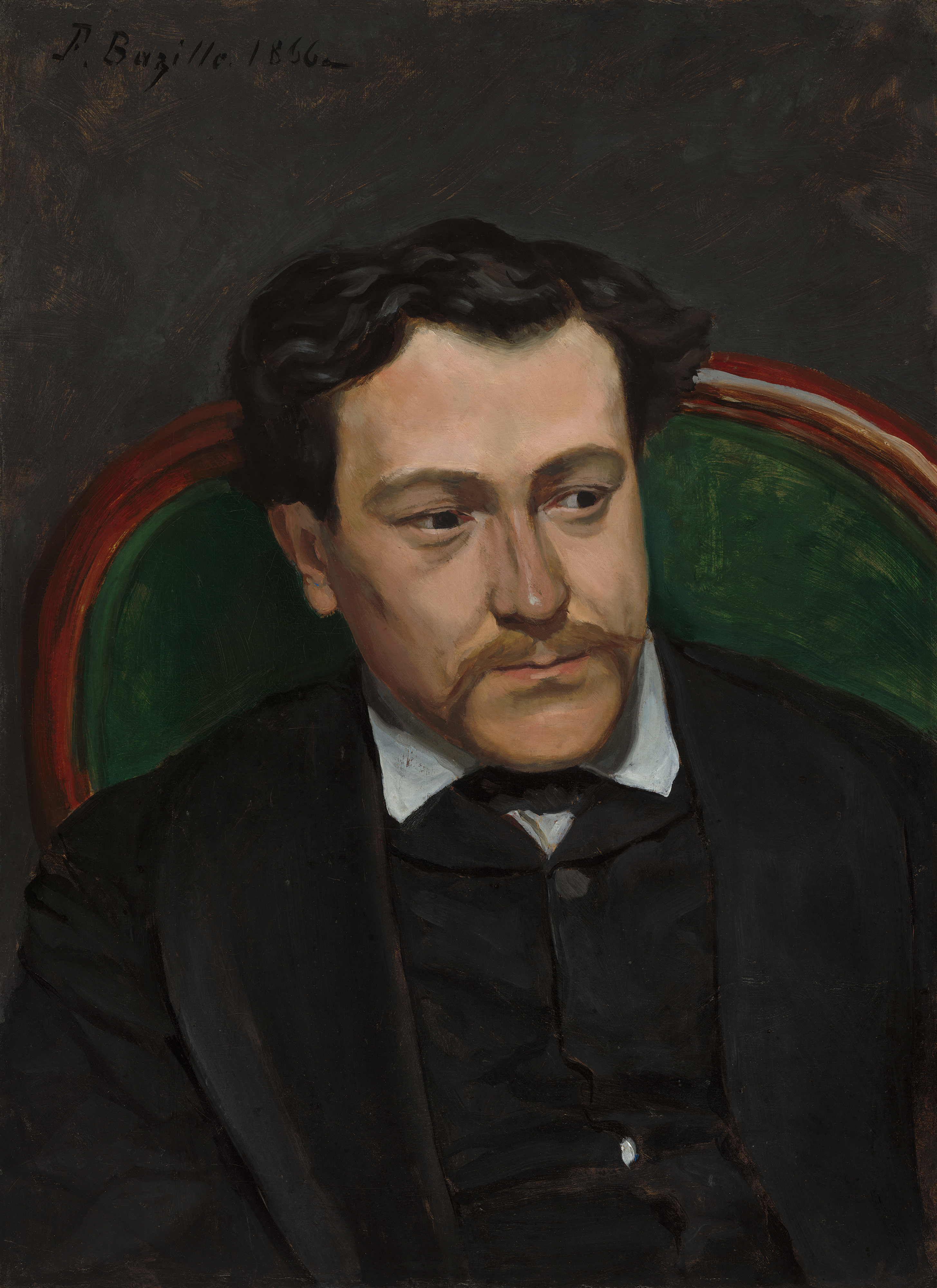
Frédéric Bazille: Édouard Blau (1870).

Édouard Blau (eigentlich Stanislas Viateur, * 30. Mai 1836 in Blois; † 8. Januar 1906 in Paris) war ein französischer Schriftsteller und Librettist.
Blau kam 1856 nach Paris, wo er eine Anstellung beim Bureaux de l’assistance publique fand. Dort lernte er den Librettisten Louis Gallet kennen, mit dem er sich 1868 an einem Wettbewerb für ein Opernlibretto mit La Coupe du Roi de Thulé für Georges Bizet beteiligte. Das Werk wurde auch von Ernest Guiraud vertont. Davor hatte er bereits 1865 mit seinem Cousin Alfred Blau das Libretto zu Jules Dupratos Operette Le Chanteur florentin geschrieben, die 1866 am Théâtre des Bouffes-Parisiens uraufgeführt wurde.
Mit Werther (nach Johann Wolfgang von Goethes Die Leiden des jungen Werthers) und Cid (nach Pierre Corneille) adaptierte Blau zwei Werke der Weltliteratur für die Opernbühne. Daneben war er als Journalist für die Revue et Gazette des théâtre, Grinoire und Diogène, als Lyriker und Dramatiker tätig und verfasste den Roman Médium (1869).

## Libretti
- Jules Duprato: Le Chanteur florentin, Operette, (mit Alfred Bau), UA 1866
- Ernest Guiraud/Georges Bizet: La Coupe du roi de Thulé, Oper, (mit Louis Gallet), 1868 UA einer bearbeiteten Version der Komposition Bizets 1955
- Georges Bizet: Don Rodrigue, Oper (mit Louis Gallet), 1873
- Jacques Offenbach: Belle Lurette, komische Oper, vollendet von Léo Delibes, (mit Ernest Blum und Raoul Toché), UA 1880
- Victorin de Joncières: Le Chevalier Jean, lyrisches Drama (mit Louis Gallet), UA 1885
- Jules Massenet: Cid, Oper (mit Adolphe d’Ennery und Louis Gallet nach Pierre Corneille), UA 1885
- Édouard Lalo: Le roi d’Ys, Oper, UA 1888
- Benjamin Godard: Dante, lyrisches Drama, UA 1890
- Jules Massenet: Werther, Oper, (mit Paul Milliet und Georges Hartmann nach Goethe) UA 1892 in Wien, 1893 in Paris
- Édouard Lalo: La Jacquerie, Oper, vollendet von Arthur Coquard, (mit Simone Arnaud nach Prosper Mérimée), UA 1895
- Victorin de Joncières: Lancelot, lyrisches Drama (mit Louis Gallet), UA 1900
- Paul Véronge de la Nux: Zaïre, Oper (mit Louise Besson)